# Joel Rodríguez
Mauro Joel Rodriguez (Olivos, Provincia de Buenos Aires, Argentina, 29 de junio de 1995) es un futbolista argentino. Actualmente se encuentra sin equipo, su último club fue Brown de Adrogué de la Primera B Nacional.

## Trayectoria

### Boca Juniors
Arribó al club «xeneize» en el año 2010, luego de una prueba disputada en el predio José Hernández, tuvo que ir adaptándose poco a poco a jugar en las inferiores del club, tal es así que en el año 2013 disputó tan solo 10 partidos en su categoría, una cifra poco alentadora, sin embargo el gran cambio en su carrera se produjo cuando Carlos Bianchi, director técnico del club, decidió llevarse un combinado de juveniles para entrenar con la primera, entre dichos juveniles se encontraba «Joel», quien apareció en la lista y cautivó al entrenador con sus virtudes. Fue elegido para disputar la pretemporada del verano de 2014 con la primera, su debut se produjo en un encuentro de carácter amistoso entre su equipo y el Club Estudiantes de La Plata, donde estos últimos terminarían ganando por un tanto a cero
También disputó el renombrado Superclásico del fútbol argentino, el encuentro que disputan Boca Juniors y River Plate, nuevamente le tocó jugar en un encuentro amistoso, donde disputó 45 minutos ya que debió ingresar producto de la expulsión de Daniel Díaz en un encuentro que terminaría con un marcador de 1 a 1.

### Sarmiento
Arribo al club de Junín a principio del año 2016, luego de quedar libre de Boca Juniors, firmó un contrato de 3 años y, en principio, la idea es que tenga minutos en la división Reserva.

### Brown de Adrogué
El 29 de agosto de 2016 se confirma su préstamo por un año al Brown de Adrogué.

### Sarmiento
En junio de 2017 regresa a Sarmiento de Junín.

## Clubes
| Club               | País      | Año       |
| ------------------ | --------- | --------- |
| Boca Juniors       | Argentina | 2014-2016 |
| Sarmiento de Junín | Argentina | 2016      |
| Brown de Adrogué   | Argentina | 2016-2017 |
| Sarmiento de Junín | Argentina | 2017-2019 |

## Estadísticas
| Boca Juniors Argentina | 2014                | 1.ª                 | 0 | 0 | 0 | 0 | - | - | 0 | 0 | 0,00 |
| Boca Juniors Argentina | 2014                | 1.ª                 | 0 | 0 | 0 | 0 | - | - | 0 | 0 | 0,00 |
| Boca Juniors Argentina | 2015                | 1.ª                 | 0 | 0 | 0 | 0 | 0 | 0 | 0 | 0 | 0,00 |
| Boca Juniors Argentina | Total               | Total               | 0 | 0 | 0 | 0 | 0 | 0 | 0 | 0 | 0,00 |
| Total en su carrera    | Total en su carrera | Total en su carrera | 0 | 0 | 0 | 0 | 0 | 0 | 0 | 0 | 0,00 |
| (1) (2)                |                     |                     |   |   |   |   |   |   |   |   |      |